# Enfermedades del buceo
Las enfermedades o trastornos relacionadas con el buceo, o afecciones médicas relacionadas con el buceo, son afecciones asociadas con el buceo subacuático, e incluyen tanto las afecciones exclusivas del buceo subacuático como las que también se producen durante otras actividades. Este segundo grupo divide a su vez las afecciones causadas por la exposición a presiones ambientales significativamente diferentes de la presión atmosférica de superficie, y una serie de afecciones causadas por el entorno general y el equipo asociado a las actividades de buceo.
Entre los trastornos especialmente asociados al buceo se encuentran los provocados por las variaciones de la presión ambiental, como los barotraumas de descenso y ascenso, la enfermedad descompresiva y los provocados por la exposición a una presión ambiental elevada, como algunos tipos de toxicidad por gases. También hay trastornos no disbáricos asociados al buceo, que incluyen los efectos del medio acuático, como el ahogamiento, que también son comunes a otros usuarios del agua, y los trastornos causados por el equipo o factores asociados, como la intoxicación por dióxido de carbono y monóxido de carbono. Las condiciones ambientales generales pueden provocar otro grupo de trastornos, entre los que se incluyen la hipotermia y el mareo por movimiento, las lesiones provocadas por organismos marinos y acuáticos, las aguas contaminadas, los peligros provocados por el hombre y los problemas ergonómicos con el equipo. Por último, existen afecciones médicas y psicológicas preexistentes que aumentan el riesgo de verse afectado por un trastorno del buceo, que puede verse agravado por los efectos secundarios adversos de los medicamentos y el consumo de otras drogas.
El tratamiento depende del trastorno específico, pero a menudo incluye oxigenoterapia, que es el primer auxilio estándar en la mayoría de los accidentes de buceo y casi nunca está contraindicado para una persona médicamente apta para bucear, y la terapia hiperbárica es el tratamiento definitivo para la enfermedad por descompresión. Las pruebas de aptitud médica para el buceo pueden reducir el riesgo de algunos de los trastornos.

## Efectos de la variación de la presión ambiental
Muchos accidentes o enfermedades de buceo están relacionados con el efecto de la presión sobre los gases del cuerpo.

### Barotrauma

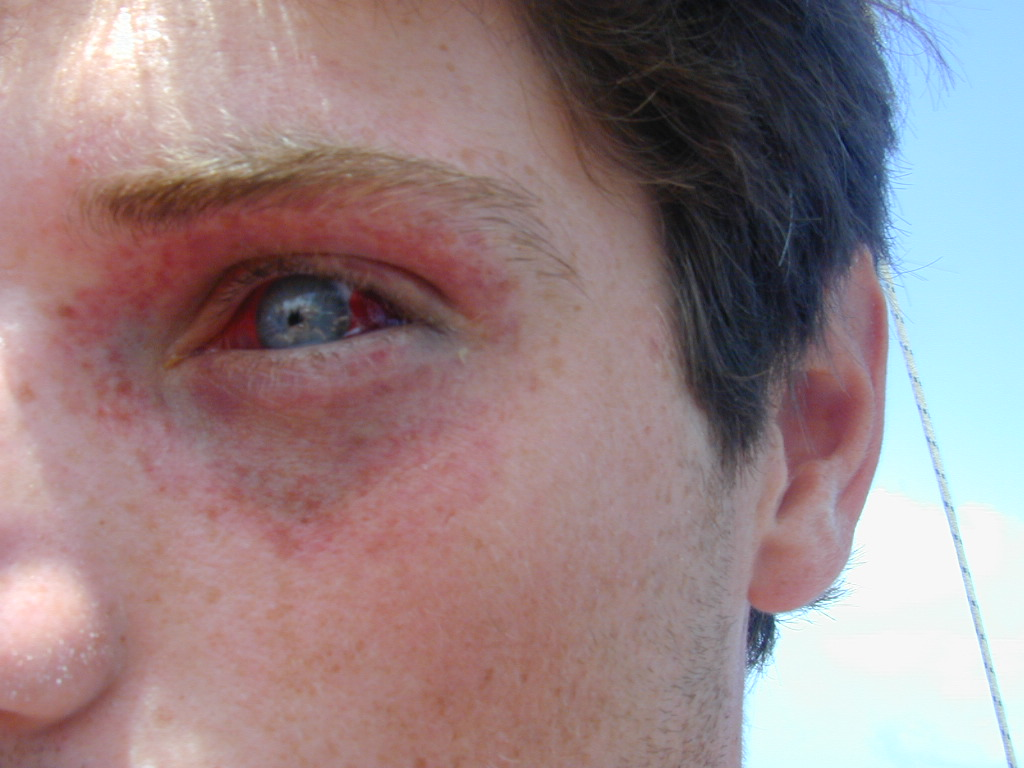
Barotraumatismo por compresión de la máscara de descenso

El barotraumatismo es una lesión física de los tejidos corporales causada por una diferencia de presión entre un espacio gaseoso situado en el interior o en contacto con el cuerpo y el entorno.
El barotrauma se produce cuando la diferencia de presión entre el entorno y el espacio gaseoso hace que el gas se expanda en volumen, distorsionando los tejidos adyacentes lo suficiente como para romper las células o dañar el tejido por deformación. Un caso especial, en el que la presión en el tejido se reduce al nivel que provoca que el gas disuelto salga de la solución en forma de burbujas, se denomina enfermedad por descompresión, "bends" o enfermedad del cajón.
Varios órganos son susceptibles de sufrir barotraumatismos; sin embargo, la causa se conoce bien y los procedimientos para evitarlos están claros. No obstante, el barotrauma se produce y puede poner en peligro la vida, por lo que los procedimientos de primeros auxilios y tratamiento ulterior son una parte importante de la medicina del buceo.
- Barotraumas de descenso (apretones)
  - Otalgia (también vértigo alternobárico)
  - Estrangulamiento de los senos paranasales (aerosinusitis)
  - Estrujamiento dental (barotraumatismo dental, barodontalgia)
  - Apretón de mascarilla
  - Estrangulamiento del casco
  - Estrangulamiento del traje

Barodontalgia

- BarodontalgiaBarotraumatismos de ascenso (lesiones por sobre expansión)
  - Lesión por sobre expansión pulmonar (barotrauma pulmonar): rotura del tejido pulmonar que permite la entrada de aire en los tejidos, vasos sanguíneos o espacios entre los órganos o a su alrededor:
    - Neumotórax: Aire libre en la cavidad pleural que provoca un colapso pulmonar.
    - Enfisema intersticial: Gas atrapado en los espacios entre los tejidos.
    - Enfisema mediastínico: Gas atrapado alrededor del corazón.
    - Enfisema subcutáneo: Gas libre bajo la piel.

  - Embolia gaseosa arterial: Aire u otro gas respirable en el torrente sanguíneo, que provoca la obstrucción de pequeños vasos sanguíneos.

- Sobreexpansión de gases intestinales
- Sobrepresión del oído medio (oído invertido) (también vértigo alternobárico)
- Sobrepresión sinusal (aerosinusitis)
- Sobrepresión dental (barotraumatismo dental, barodontalgia)

### Artralgia por compresión
La artralgia por compresión es el dolor en las articulaciones causado por la exposición a una presión ambiental elevada a una tasa de compresión relativamente alta, que experimentan los submarinistas. En el Manual de Buceo de la Marina de EE. UU. también se denominan dolores por compresión. La compresión rápida (descenso) puede producir síntomas a tan sólo 30 m de profundidad. A profundidades superiores a 180 m, incluso una compresión muy lenta puede producir síntomas. El dolor puede ser lo suficientemente intenso como para limitar la capacidad de trabajo del buceador, y también puede limitar la velocidad de desplazamiento y la profundidad de las excursiones descendentes de los buceadores de saturación. Por lo general, los síntomas desaparecen durante la descompresión y no requieren tratamiento adicional.

### Síndrome de descompresión
El síndrome de descompresión es una afección causada por gases disueltos que salen de la solución en forma de burbujas en los tejidos y fluidos del cuerpo durante e inmediatamente después de la despresurización. La enfermedad por descompresión es más conocida como un peligro del buceo submarino, pero puede ocurrir en otros eventos de descompresión como el trabajo en cajones, el vuelo en aeronaves no presurizadas y la actividad extravehicular desde naves espaciales. Dado que las burbujas pueden formarse en cualquier parte del cuerpo, o migrar a través del torrente sanguíneo a cualquier parte del cuerpo, el SD puede producir una amplia gama de síntomas, y sus efectos pueden variar desde dolor en las articulaciones y erupciones cutáneas hasta parálisis y muerte.
Síntomas
- Pérdida de la función intestinal o vesical
- Colapso o pérdida del conocimiento
- Espasmos de tos o dificultad para respirar
- Mareos
- Fatiga inusual
- Picor
- Dolores articulares
- Moteado o jaspeado de la piel
- Entumecimiento u hormigueo
- Parálisis
- Cambios de personalidad
- Tambaleo, pérdida de coordinación o temblores
- Debilidad

### Osteonecrosis disbárica
La osteonecrosis disbárica, también conocida como necrosis ósea aséptica, es generalmente un efecto a más largo plazo en los huesos y articulaciones de los buceadores causado por las burbujas de descompresión y puede ocurrir incluso si no se ha diagnosticado un síndrome de descompresión clínica.

### Síndrome neurológico de alta presión
El síndrome neurológico de alta presión (HPNS) es un trastorno neurológico y fisiológico del buceo que se produce cuando un buceador desciende por debajo de unos 500 pies (150 m) mientras respira una mezcla de helio y oxígeno. Los efectos dependen de la velocidad de descenso y de la profundidad. Los efectos del HPNS comprenden temblores, sacudidas mioclónicas, somnolencia, alteraciones en los patrones del EEG, trastornos visuales, mareos, vértigo y disminución de la función cognitiva.

### Narcosis de nitrógeno
La narcosis por nitrógeno es una alteración reversible de la conciencia que se produce al respirar un gas con una elevada presión parcial de nitrógeno. El efecto es similar al de la intoxicación etílica o la inhalación de óxido nitroso y no suele ser perceptible a presiones parciales de nitrógeno inferiores a unos 3 bares, lo que equivale a una profundidad de unos 30 metros (100 pies) en el aire. A medida que aumenta la profundidad, el deterioro mental puede resultar peligroso. Los buceadores pueden aprender a sobrellevar algunos de los efectos de la narcosis, pero es imposible desarrollar una tolerancia. La narcosis afecta a todos los buceadores que respiran mezclas de gases que contienen nitrógeno, aunque la susceptibilidad varía mucho de una inmersión a otra y entre individuos. Uno de los riesgos de la narcosis por nitrógeno es que los buceadores se quiten el regulador o no sigan los procedimientos de seguridad adecuados.

### Toxicidad por oxígeno
La toxicidad del oxígeno es una afección resultante de los efectos nocivos de respirar presiones parciales de oxígeno molecular (O2) significativamente superiores a las que se encuentran en el aire atmosférico a nivel del mar. Los casos graves pueden provocar daños celulares y la muerte, con efectos más frecuentes en el sistema nervioso central, los pulmones y los ojos.
Los buceadores están expuestos a presiones parciales elevadas de oxígeno en las actividades normales de buceo, en las que la presión parcial de oxígeno en el gas respirable se incrementa en proporción a la presión ambiente a profundidad, y mediante el uso de mezclas de gases en las que el oxígeno se sustituye por gases inertes para reducir las obligaciones de descompresión, acelerar la descompresión o reducir el riesgo de síndrome de descompresión.
También están expuestos a presiones parciales de oxígeno elevadas si se les administra oxígeno como primeros auxilios, que es un protocolo estándar para la mayoría de los trastornos agudos relacionados con el buceo, y cuando se someten a oxigenoterapia hiperbárica en caso de enfermedad de descompresión o embolia gaseosa arterial.

## Trastornos no disbáricos asociados al buceo

### Ahogamiento
«El ahogamiento es el proceso de experimentar una alteración respiratoria por sumersión/inmersión en líquido".
El ahogamiento inminente es la supervivencia a un suceso de ahogamiento que implica pérdida de conocimiento o inhalación de agua y puede dar lugar a complicaciones secundarias graves, incluida la muerte, tras el suceso. El ahogamiento suele ser la culminación de una secuencia de sucesos que se deterioran en un accidente de buceo, y rara vez es una explicación satisfactoria para una fatalidad, ya que no explica las causas subyacentes y las complicaciones que llevaron a la consecuencia final. Por lo general, un buceador está bien preparado para el entorno, y bien entrenado y equipado para enfrentarse a él. Un buceador no debe ahogarse por el mero hecho de estar en el agua.

### Síndrome de aspiración de agua salada
El síndrome de aspiración de agua salada es un trastorno de buceo poco frecuente que sufren los buceadores que inhalan una niebla de agua de mar procedente de una válvula de demanda defectuosa que provoca irritación de los pulmones. Puede tratarse con reposo durante varias horas. Si es grave, es necesaria una evaluación médica.

### Hipoxia
La hipoxia es un estado patológico en el que el organismo en su conjunto o una región del mismo se ven privados de un suministro adecuado de oxígeno. Las variaciones en las concentraciones arteriales de oxígeno pueden formar parte de la fisiología normal, por ejemplo, durante el ejercicio físico extenuante. Un desajuste entre el suministro de oxígeno y su demanda a nivel celular puede dar lugar a un estado hipóxico.
La hipoxia generalizada se produce al respirar mezclas de gases con un bajo contenido de oxígeno, por ejemplo, durante inmersiones subacuáticas, especialmente cuando se utilizan sistemas de rebreather de circuito cerrado que controlan la cantidad de oxígeno en el aire suministrado, o al respirar mezclas de gases mezclados para evitar la toxicidad del oxígeno a profundidades inferiores a unos 60 m cerca de la superficie o en ella. Esta situación puede provocar una pérdida de conciencia bajo el agua y la consiguiente muerte, ya sea directamente por hipoxia cerebral o indirectamente por ahogamiento.
La hipoxia latente puede producirse cuando un buceador con respiración contenida sale a la superficie. Esto también se conoce como desmayo en aguas profundas. La consecuencia puede ser el ahogamiento.
La hipoxia tisular se produce cuando los émbolos de gas arterial debidos a una lesión por sobreexpansión pulmonar o a una enfermedad por descompresión bloquean los capilares sistémicos y cortan el suministro de sangre oxigenada a los tejidos situados aguas abajo. Si no se trata, esto provoca daños tisulares o la muerte, con consecuencias que dependen del lugar y la extensión de la lesión.

### Edema pulmonar por inmersión (SIPEpor sus siglas en inglés)
El edema pulmonar inducido por la natación se produce cuando los líquidos de la sangre se filtran de forma anormal desde los pequeños vasos del pulmón (capilares pulmonares) a los espacios aéreos (alvéolos).
La SIPE suele producirse durante esfuerzos intensos en condiciones de inmersión en agua, como la natación y el buceo. Se ha descrito en submarinistas, competidores de apnea (retención de la respiración), nadadores de combate, y triatletas. En la actualidad no se conocen bien las causa.

### Diuresis por inmersión
La diuresis por inmersión es un tipo de diuresis provocada por la inmersión del cuerpo en agua (o líquido equivalente). Está provocada principalmente por la disminución de la temperatura y por la presión.
El efecto de la temperatura se debe a la vasoconstricción de los vasos sanguíneos cutáneos del cuerpo para conservar el calor. El cuerpo detecta un aumento de la presión arterial e inhibe la liberación de vasopresina, lo que provoca un aumento de la producción de orina.
El efecto de presión se debe a que la presión hidrostática del agua aumenta directamente la presión sanguínea. Su importancia viene indicada por el hecho de que la temperatura del agua no afecta sustancialmente al ritmo de la diuresis. La inmersión parcial sólo de las extremidades no provoca un aumento de la micción.
La diuresis es importante en la medicina del buceo, ya que la consiguiente deshidratación leve puede ser un factor que contribuya a la aparición de la enfermedad de descompresión.

### Hipercapnia
La hipercapnia es una situación en la que hay demasiado dióxido de carbono (CO2) en la sangre.
Los buceadores pueden desarrollar esta afección por varias razones posibles:
- Aumento del trabajo respiratorio debido al aumento de la densidad de las das respiratorias con la profundidad.[27][28][29][30]
- Respuesta ventilatoria inadecuada al esfuerzo.[27][28][29][30]
- Espacio muerto del aparato respiratorio.[30]
- Aumento del CO2 inspirado debido a que el depurador de dióxido de carbono del rebreather del buceador no elimina suficiente dióxido de carbono del circuito.
- Sobreesfuerzo, que produce un exceso de dióxido de carbono debido a la elevada actividad metabólica.
- Hipoventilación deliberada, conocida como «respiración saltada».
- Respiración superficial, debida al estrés u otras razones.
- Contaminación del suministro de gas respiratorio.

Dado que la hipercapnia grave puede producir desorientación, pánico, hiperventilación, convulsiones, inconsciencia y, finalmente, la muerte, es importante que los buceadores, supervisores y técnicos de soporte vital reconozcan los síntomas y el desarrollo de la afección a tiempo para corregir la situación.

### Intoxicación por monóxido de carbono
La intoxicación por monóxido de carbono se produce por inhalación de monóxido de carbono (CO). El monóxido de carbono es un gas tóxico, pero, al ser incoloro, inodoro, insípido e inicialmente no irritante, es muy difícil de detectar por las personas. El monóxido de carbono es un producto de la combustión incompleta de materia orgánica debido a un suministro insuficiente de oxígeno para permitir la oxidación completa a dióxido de carbono (CO2). El gas respirable para el buceo puede estar contaminado bien por la entrada de aire atmosférico contaminado, normalmente procedente de los gases de escape de la combustión interna, o, más raramente, por el monóxido de carbono producido en el compresor por la combustión parcial de lubricantes.
Los efectos del monóxido de carbono en el gas respirable aumentan en proporción a la profundidad, ya que la presión parcial del contaminante aumenta en proporción a la profundidad para una fracción de gas dada. Los niveles permitidos de monóxido de carbono en el gas respirable para el buceo son más bajos que para la presión atmosférica debido al efecto de concentración de la presión ambiente elevada.

### Neumonía lipoidea
La neumonía lipoidea es una forma específica de inflamación pulmonar (neumonía) que se desarrolla cuando los lípidos penetran en el árbol bronquial. En el buceo, esto puede ocurrir cuando el suministro de gas respirable se contamina con lubricantes del compresor, pero es muy poco frecuente.

### Riesgos medioambientales
Entre los peligros del medio subacuático que pueden afectar a los buceadores se encuentran la vida marina, las infecciones marinas, el agua contaminada, las corrientes oceánicas, las olas y las marejadas, y los peligros provocados por el hombre, como embarcaciones, sedales y construcciones submarinas. El personal médico de buceo debe ser capaz de reconocer y tratar los accidentes provocados por depredadores grandes y pequeños y criaturas venenosas, diagnosticar y tratar adecuadamente las infecciones marinas y las enfermedades provocadas por la contaminación, así como diversas dolencias como el mareo, la diarrea del viajero y la malaria.

#### Hipotermia
La hipotermia es una afección en la que la temperatura central desciende por debajo de la temperatura necesaria para el metabolismo y las funciones corporales normales (que se define como 35,0 °C (95,0 °F)). La temperatura corporal suele mantenerse cerca de un nivel constante de 36,5-37,5 °C (97,7-99,5 °F) mediante la homeostasis biológica o termorregulación. Si se expone al frío y los mecanismos internos son incapaces de reponer el calor que se pierde, se produce un descenso de la temperatura central. A medida que disminuye la temperatura corporal, se producen síntomas característicos como escalofríos y confusión mental.
La hipotermia suele producirse por la exposición a bajas temperaturas, pero puede contribuir cualquier condición que disminuya la producción de calor, aumente la pérdida de calor o altere la termorregulación. El calor se pierde más rápidamente en el agua que en tierra, y también más rápidamente en proporción a la velocidad del viento. Temperaturas del agua que serían bastante razonables como temperaturas del aire exterior pueden provocar hipotermia. Los buceadores suelen estar expuestos a bajas temperaturas del agua y a la sensación térmica, que puede verse agravada por la refrigeración por evaporación de los trajes de buceo húmedos, y la hipotermia leve no es infrecuente tanto en buceadores recreativos como profesionales, mientras que la hipotermia de moderada a grave sigue siendo un riesgo importante.

#### Lesiones por frío no congelante
La exposición de las extremidades a temperaturas del agua inferiores a 12 °C puede causar daños permanentes.

#### Congelamiento
El daño tisular por congelación de las extremidades es un peligro del buceo bajo hielo, principalmente cuando el buceador está en el hielo después de la inmersión, y sobre todo si hay sensación térmica.

#### Hipertermia
El sobrecalentamiento puede producirse en la superficie cuando el buceador se está preparando para la inmersión, o en espera con un traje de exposición muy aislado, o en el agua, si el traje está excesivamente aislado para las condiciones, la temperatura del agua es demasiado alta o el suministro a un traje de agua caliente está demasiado caliente.

#### Mareos
El mareo es una forma de cinetosis, una afección en la que existe un desacuerdo entre el movimiento percibido visualmente y la sensación de movimiento del sistema vestibular caracterizada por una sensación de náuseas y, en casos extremos, vértigo, experimentada tras pasar un tiempo en una embarcación sobre el agua, flotando en la superficie de un mar agitado y en fuerte oleaje cerca del fondo.
El mareo puede reducir significativamente la capacidad de un buceador para completar eficazmente una tarea o gestionar una contingencia, y puede predisponer al buceador a la hipotermia y al síndrome de descompresión.

### Calambres
Un calambre es una contracción muscular repentina, involuntaria y dolorosa o un acortamiento excesivo; aunque generalmente son temporales y no dañinos, pueden causar un dolor importante y una inmovilidad similar a la parálisis del músculo afectado. Los calambres musculares son frecuentes y suelen estar asociados con el embarazo, el ejercicio físico o el sobreesfuerzo, la edad (frecuente en adultos mayores) o pueden ser un signo de un trastorno de la neurona motora.
Los calambres pueden producirse en el músculo esquelético o en el músculo liso. Los calambres del músculo esquelético pueden deberse a la fatiga muscular o a la falta de electrolitos como el sodio (una afección denominada hiponatremia), el potasio (llamada hipopotasemia) o el magnesio (llamada hipomagnesemia). Algunos calambres del músculo esquelético no tienen una causa conocida. Los calambres del músculo liso pueden deberse a la menstruación o a una gastroenteritis. Los trastornos de la motoneurona (por ejemplo, la esclerosis lateral amiotrófica), los trastornos metabólicos (por ejemplo, la insuficiencia hepática), algunos medicamentos (por ejemplo, los diuréticos y los beta-agonistas inhalados) y la hemodiálisis también pueden causar calambres musculares.
Un calambre suele empezar de repente y también suele desaparecer por sí solo en un periodo de varios segundos, minutos u horas.

### Lesiones causadas por animales marinos

#### Envenenamiento
Lesiones causadas por animales venenosos, que pueden deberse al contacto de la piel con cnidarios móviles o sésiles como medusas e hidroides, heridas punzantes causadas por el impacto involuntario con especies crípticas como el pez piedra o la defensa activa por parte de especies como las rayas y el pez león.

#### Mordeduras
Las mordeduras suelen producirse cuando los animales marinos se defienden a sí mismos o a su territorio de la invasión o la agresión percibida por los buceadores. Ocasionalmente, los buceadores pueden ser mordidos por un animal que confunde parte del buceador con comida. Esto puede ocurrir cuando los animales son alimentados por los buceadores.

#### Traumatismo contuso
Lesiones causadas por el impacto con un animal grande o parte de un animal grande, a menudo de forma aparentemente involuntaria, y resultantes de que el buceador se acerque demasiado al animal, que puede asustarse, o simplemente siga su camino. Esto puede ocurrir cuando los buceadores se acercan demasiado a grandes tiburones o cetáceos, no necesariamente de forma intencionada.

### Contaminación por aguas contaminadas
En la mayoría de los lugares, la contaminación procede de diversas fuentes (contaminación difusa). En unos pocos, se trata principalmente de contaminación procedente de una única fuente industrial. La amenaza más inmediata procede de lugares con altas concentraciones de contaminantes tóxicos o patógenos, pero concentraciones más bajas de contaminantes menos nocivos de forma inmediata pueden influir a más largo plazo en la salud del buceador. Tres categorías principales de contaminación pueden causar problemas de salud y seguridad a los buceadores. Se trata de los materiales biológicos, químicos y radiactivos.
Los riesgos derivados de los materiales peligrosos suelen ser proporcionales a la dosis -tiempo de exposición y concentración- y a los efectos del material en el organismo. Éste es especialmente el caso de los contaminantes químicos y radiológicos. Puede haber un valor límite umbral que, por lo general, no producirá efectos nocivos en caso de exposición prolongada. Otros pueden tener un efecto acumulativo.
Los números de identificación de las Naciones Unidas para materiales peligrosos clasifican los materiales peligrosos en 9 categorías:
1. Explosivos
2. Gases que pueden comprimirse, licuarse o disolverse a presión
3. Líquidos inflamables
4. Sólidos inflamables
5. Agentes oxidantes
6. Sustancias venenosas e infecciosas
7. Sustancias radiactivas
8. Sustancias corrosivas
9. Sustancias peligrosas diversas

Un contaminante puede clasificarse en una o varias de estas categorías.
Las sustancias tóxicas también se clasifican en 9 categorías:
1. Irritantes
2. Asfixiantes simples
3. Asfixiantes sanguíneos
4. Asfixiantes tisulares
5. Paralizantes respiratorios
6. Toxinas hepáticas y renales
7. Sustancias que afectan a los músculos (miotoxinas)
8. Sustancias que afectan a la médula ósea
9. Sustancias que interfieren en la función nerviosa (neurotoxinas)

### Traumatismos debidos al entorno físico natural
El movimiento del agua debido a las olas o corrientes puede arrastrar al buceador contra obstáculos duros o de bordes afilados, o el movimiento del buceador puede causar impactos, o formaciones inestables del fondo pueden caer sobre el buceador, causándole lesiones.

### Lesiones causadas por riesgos de origen humano
Además de mecanismos similares a los de los riesgos naturales, es posible que se produzcan lesiones por impacto con la embarcación de buceo u otras embarcaciones o sus partes móviles, como hélices y propulsores, y por herramientas y equipos. La naturaleza de las lesiones relacionadas con el trabajo depende de la tarea y del equipo utilizado.

### Trastornos causados por el equipo de buceo
Diversos trastornos pueden estar causados por problemas ergonómicos debidos a equipos mal ajustados.
- La disfunción de la articulación temporomandibular es el dolor o la sensibilidad en la mandíbula, el dolor de cabeza o el dolor facial causados por agarrar la boquilla del regulador entre los dientes de las mandíbulas superior e inferior. Esta acción es necesaria para mantener la boquilla en su sitio durante la inmersión y puede forzar los músculos de la masticación o la articulación temporomandibular, que es donde el maxilar inferior (mandíbula) se articula con el cráneo en el hueso temporal. Este problema puede agravarse con el agua fría, el estrés y el fuerte movimiento del agua, y puede reducirse mediante el uso de boquillas personalizadas con superficies de agarre de la mordida más largas y rígidas, que permiten un mejor apoyo de la segunda etapa con menos esfuerzo.[44]
- Los calambres en las piernas y los pies pueden deberse a un ejercicio poco acostumbrado, al frío o a unas aletas mal ajustadas.
- El dolor lumbar puede estar causado por un pesado cinturón de lastre que cuelga de la parte baja de la espalda, contrarrestando la flotabilidad del traje de buceo que se distribuye a lo largo de toda la espalda del buceador. Este efecto puede reducirse mediante el uso de sistemas de lastre integrados que soportan los lastres a lo largo de la espalda en la placa posterior del arnés de buceo.
- La restricción de la circulación en las manos puede deberse a un sellado excesivamente apretado de los puños del traje seco.

## Tratamiento

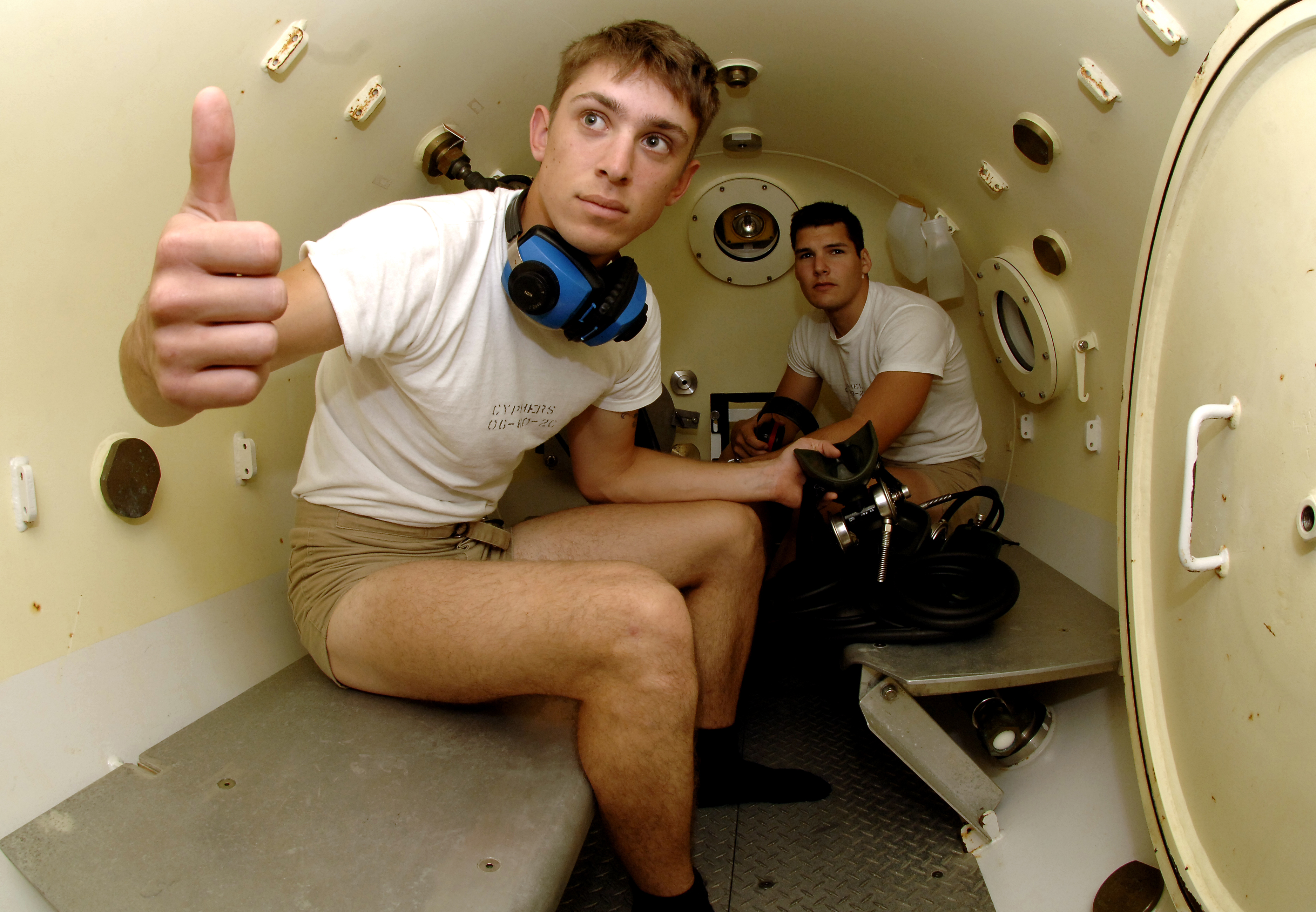
Cámara de descompresión

El tratamiento de los trastornos del buceo depende del trastorno específico o de la combinación de trastornos, pero hay dos tratamientos que suelen asociarse a los primeros auxilios y al tratamiento definitivo en caso de inmersión. Estos son la administración de oxígeno de primeros auxilios a alta concentración, que rara vez está contraindicada, y generalmente se recomienda como opción por defecto en accidentes de buceo en los que existe alguna probabilidad significativa de hipoxia, y la oxigenoterapia hiperbárica (OHB), que es el tratamiento definitivo para la mayoría de las incidencias de enfermedad descompresiva. El tratamiento hiperbárico con otros gases respiratorios también se utiliza para el tratamiento de la enfermedad descompresiva si la OHB es inadecuada.

### Oxigenoterapia
La administración de oxígeno como intervención médica es habitual en medicina de buceo, tanto para primeros auxilios como para tratamientos a más largo plazo.

### Terapia hiperbárica
El tratamiento de recompresión en una cámara hiperbárica se utilizó inicialmente para salvar la vida de trabajadores y buceadores que permanecían demasiado tiempo a gran profundidad y desarrollaban la enfermedad de descompresión. En la actualidad, es una modalidad de tratamiento altamente especializada que ha demostrado su eficacia en el tratamiento de muchas afecciones en las que la administración de oxígeno a presión ha resultado beneficiosa. Los estudios han demostrado su eficacia en unas 13 indicaciones aprobadas por la Undersea and Hyperbaric Medical Society (Sociedad Médica Submarina e Hiperbárica).
Generalmente se prefiere el tratamiento con oxígeno hiperbárico cuando es eficaz, ya que suele ser un método más eficaz y de menor riesgo para reducir los síntomas de la enfermedad de descompresión. Sin embargo, en algunos casos puede ser necesaria la recompresión a presiones en las que la toxicidad del oxígeno es inaceptable para eliminar las burbujas en los tejidos que causan los síntomas.

## Aptitud para el buceo

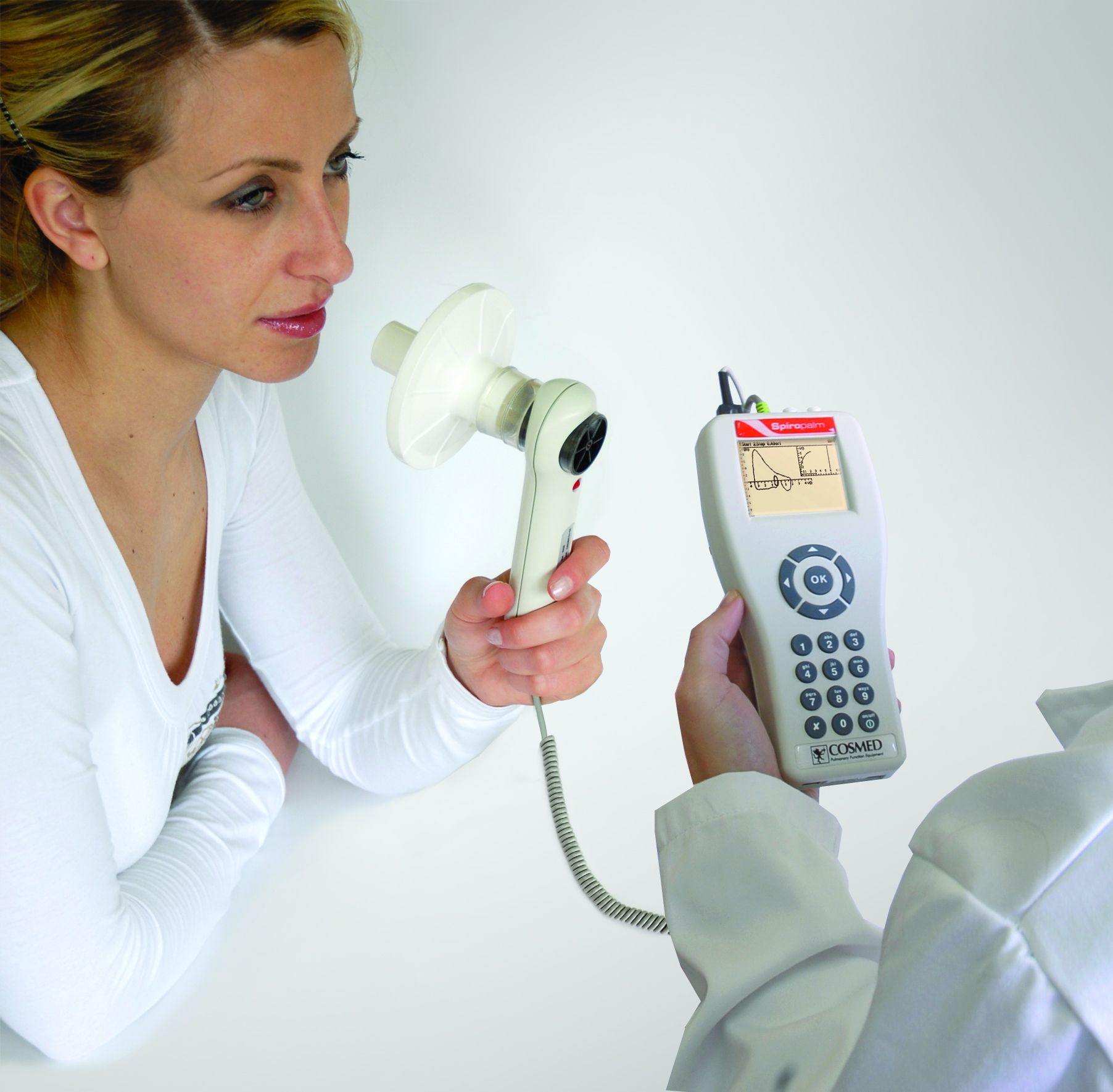
Espirometro de mano con pantalla y transductor

Todos los buceadores deben estar libres de afecciones y enfermedades que puedan afectar negativamente a su seguridad y bienestar bajo el agua. El médico buceador debe ser capaz de identificar, tratar y asesorar a los buceadores sobre las enfermedades y afecciones que les harían correr un mayor riesgo de sufrir un accidente de buceo.
Algunas de las razones por las que una persona no debe considerarse apta para bucear son las siguientes:
- Trastornos que conducen a la alteración de la consciencia: afecciones que producen reducción de la consciencia o sedación por medicación, drogas, marihuana o alcohol; desmayos, problemas cardíacos y actividad convulsiva.
- Trastornos que aumentan sustancialmente el riesgo de lesiones por barotraumatismo: afecciones o enfermedades que se asocian con el atrapamiento de aire en espacios cerrados, como los senos paranasales, el oído medio, los pulmones y el tracto gastrointestinal. El asma grave es un ejemplo.
- Trastornos que pueden conducir a un comportamiento errático e irresponsable: aquí se incluirían la inmadurez, los trastornos psiquiátricos, la inmersión bajo la influencia de medicamentos, drogas y alcohol o cualquier trastorno médico que provoque defectos cognitivos.

Afecciones que pueden aumentar el riesgo de trastornos del buceo, pero que no son necesariamente contraindicaciones absolutas:
- Foramen oval permeable
- Diabetes mellitus - No deben esperarse problemas graves durante las inmersiones debido a la hipoglucemia en buceadores con diabetes bien controlada. Deben tenerse en cuenta las complicaciones a largo plazo de la diabetes, que pueden constituir una contraindicación.[47]
- Asma

Condiciones consideradas razones temporales para suspender las actividades de buceo:
- Embarazo: es poco probable que la investigación bibliográfica pueda establecer el efecto del submarinismo en el feto humano nonato, ya que no existen datos suficientes y las mujeres tienden a cumplir la recomendación de la industria del submarinismo de no bucear durante el embarazo.[48]

## Efectos a largo plazo del buceo sobre la salud
La osteonecrosis disbárica es una enfermedad ósea isquémica que se cree que está causada por burbujas de descompresión, aunque el proceso patológico definitivo no se conoce bien. Es un riesgo laboral importante, que puede seguir a una única exposición al aire comprimido, y puede ocurrir sin antecedentes de DCS, pero suele asociarse a una exposición importante al aire comprimido. La distribución de las lesiones difiere con el tipo de exposición - las lesiones yuxtaarticulares son más comunes en los trabajadores de cajones que en los buceadores. Existe una relación definida entre el tiempo de exposición a profundidades extremas y el porcentaje de buceadores con lesiones óseas. Las pruebas no sugieren que la osteonecrosis disbárica sea un riesgo significativo en el buceo recreativo.
La exposición a una mayor presión parcial de oxígeno durante el buceo puede elevar el nivel de estrés oxidativo en el que puede producirse un aumento de la producción de radicales libres. La influencia combinada de los factores relacionados con el buceo sobre la producción de radicales libres y los efectos a largo plazo sobre la resistencia y la salud de los buceadores aún no se conocen. El buceo, y otras formas de ejercicio, pueden preacondicionar a los individuos para protegerse en inmersiones posteriores. Aún no se sabe si este preacondicionamiento puede influir en la resiliencia en otras condiciones ambientales extremas. Se sabe que la exposición acumulada a una alta presión parcial de oxígeno acelera el desarrollo de cataratas, un trastorno visual que afecta a la mayoría de las personas que viven lo suficiente. Esto es más probable en buceadores técnicos, buceadores de saturación y cualquiera que sea tratado con oxígeno hiperbárico en varias ocasiones.
La tasa de mortalidad en el buceo recreativo es muy baja, y es poco probable que el riesgo de ahogamiento accidental tenga una influencia significativa en la esperanza de vida media de los buceadores. El riesgo de ahogamiento accidental y de otros accidentes de buceo puede reducirse siguiendo unas prácticas de buceo seguras.